# Konstantin Batygin
Konstantin Yurievich Batygin (în rusă Константин Юрьевич Батыгин, Konstantin Iurievici Batîghin, potrivit transcrierii standard în limba română n. 23 martie 1986, Moscova, RSFS Rusă, URSS) este un astronom ruso-american și un profesor asistent de științe planetare la Institutul de Tehnologie din California (Caltech). El figurează pe lista pe anul 2015 a « celor 30 de tineri oameni de știință cu vârsta de sub 30 de ani, care schimbă lumea » a magazinului Forbes.

## Copilăria
Konstantin Batygin s-a născut la Moscova, în anul 1986, în URSS, azi în Federația Rusă. În anul 1994, împreună cu părinții, a părăsit Rusia pentru a se stabili în Japonia, unde tatăl său, fizician, a lucrat la institutul de cercetări științifice RIKEN. La vârsta de treisprezece ani a emigrat în Statele Unite ale Americii, împreună cu familia.

## Cariera
În ianuarie 2016, Konstantin Batygin și Michael E. Brown au sugerat existența unei a noua planete în Sistemul Solar.